# 1997 RY2
1997 RY2 är en asteroid i huvudbältet som upptäcktes den 3 september 1997 av den australiensiske astronomen Frank B. Zoltowski i Woomera.
Den tillhör asteroidgruppen Agnia.